# Sveriges ambassadörer
Sverige har diplomatiska förbindelser med en majoritet av alla stater i världen. Sverige har ambassader och konsulat i ungefär hälften av alla stater. Sverige har även delegationer eller representationer vid ett flertal internationella organisationer. Delegationernas roll är att företräda Sverige och bevaka Sveriges intressen inom organisationerna. Sveriges ständiga representation vid Europeiska unionen i Bryssel är, med cirka 100 medarbetare, Sveriges största utlandsmyndighet.
Sveriges ambassadörer utses i praktiken av regeringen, men får formellt sitt uppdrag av Sveriges statschef. Diplomatkåren lyder under Utrikesdepartementet. Sedan 1947 har Sverige en ambassadör vid Förenta nationerna; den första att ha den posten var Gunnar Hägglöf. År 1994 utsågs för första gången Sveriges ständiga representant vid Europeiska unionen, vilken också har titeln ambassadör. Uppdraget gick då till chefsförhandlaren för Sveriges anslutning till EU, Frank Belfrage. Förutom dessa har Sverige även en ambassadör vid Natos högkvarter i Bryssel, vid Unesco och OECD i Paris, vid FN-organen i Genève (två ambassadörer, till WTO respektive övriga organ), vid OSSE i Wien, vid Europarådet i Strasbourg samt vid FAO i Rom.
Det finns ett flertal fall där Sveriges representat är en sidoackrediterad ambassadör eller är en Stockholmsbaserad ambassadör.

## Lista över ambassadörer till stater
| Värdland                     | Residens                          | Ambassadör                                                              | Utnämning | Källa  |
| ---------------------------- | --------------------------------- | ----------------------------------------------------------------------- | --------- | ------ |
| Albanien                     | Tirana, Albanien                  | Niklas Ström                                                            | 2023      | [ 2 ]  |
| Algeriet                     | Alger, Algeriet                   | Björn Häggmark                                                          | 2021      |        |
| Andorra                      | Madrid, Spanien                   | Teppo Tauriainen Sidoackrediterad från ambassaden i Madrid              | 2019      |        |
| Angola                       | Stockholm, Sverige                | Lennart Killander Larsson                                               | 2022      |        |
| Argentina                    | Buenos Aires, Argentina           | Torsten Ericsson                                                        | 2023      | [ 3 ]  |
| Armenien                     | Jerevan, Armenien                 | Patrik Svensson                                                         | 2020      |        |
| Australien                   | Canberra, Australien              | Pontus Melander                                                         | 2022      |        |
| Azerbajdzjan                 | Baku, Azerbajdzjan                | Tobias Lorentzson                                                       | 2022      |        |
| Bahrain                      | Abu Dhabi, Förenade arabemiraten  | Fredrik Florén Sidoackrediterad från ambassaden i Abu Dhabi             | 2023      | [ 4 ]  |
| Bangladesh                   | Dhaka, Bangladesh                 | Nicolas Weeks                                                           | 2024      | [ 5 ]  |
| Belarus                      | Moskva, Ryssland                  | Eva Sundquist chargé d'affaires                                         | 2022      |        |
| Belgien                      | Stockholm, Sverige                | Annika Molin Hellgren                                                   | 2021      |        |
| Benin                        | Stockholm, Sverige                | Mia Rimby                                                               |           |        |
| Bhutan                       | New Delhi, Indien                 | Jan Thesleff Tillförordnand ambassadör                                  | 2022      |        |
| Bolivia                      | La Paz, Bolivia                   | Nicolas Weeks                                                           | 2021      |        |
| Bosnien och Hercegovina      | Sarajevo, Bosnien och Hercegovina | Helena Lagerlöf                                                         | 2023      |        |
| Brasilien                    | Brasilia, Brasilien               | Karin Wallensteen                                                       | 2022      |        |
| Bulgarien                    | Stockholm, Sverige                | Katarina Rangnitt                                                       | 2022      |        |
| Burkina Faso                 | Ouagadougou, Burkina Faso         | Maria Sargren                                                           | 2021      |        |
| Burundi                      | Dar es Salaam, Tanzania           | Charlotta Ozaki Macias Sidoackrediterad från ambassaden i Dar el Salaam | 2022      |        |
| Centralafrikanska republiken | Kampala, Uganda                   | Maria Håkansson Sidoackrediterad från ambassaden i Kampala              | 2021      |        |
| Chile                        | Santiago de Chile, Chile          | Tomas Wiklund                                                           | 2022      |        |
| Colombia                     | Bogotá, Colombia                  | Helena Storm                                                            | 2020      |        |
| Costa Rica                   | Guatemala City, Guatemala         | Hans Magnusson Sidoackrediterad från ambassaden i Guatemala City        | 2020      |        |
| Cypern                       | Nicosia, Cypern                   | Martin Hagström                                                         | 2022      |        |
| Danmark                      | Köpenhamn, Danmark                | Charlotte Wrangberg                                                     | 2020      |        |
| Djibouti                     | Djibouti, Djibouti                | Hans Henric Lundquist                                                   |           |        |
| Ecuador                      | Bogotá, Colombia                  | Helena Storm Sidoackrediterad från ambassaden i Bogotá                  | 2020      |        |
| Egypten                      | Kairo, Egypten                    | Håkan Emsgård                                                           |           |        |
| Elfenbenskusten              | Stockholm, Sverige                | Mia Rimby                                                               |           |        |
| El Salvador                  | Guatemala City, Guatemala         | Hans Magnusson Sidoackrediterad från ambassaden i Guatemala City        | 2020      |        |
| Eritrea                      | Stockholm, Sverige                | Jenny Ohlsson                                                           | 2023      |        |
| Estland                      | Tallinn, Estland                  | Ingrid Tersman                                                          | 2021      |        |
| Etiopien                     | Addis Abeba, Etiopien             | Hans Henric Lundquist                                                   | 2020      |        |
| Fiji                         | Canberra, Australien              | Pontus Melander                                                         | 2023      |        |
| Filippinerna                 | Manila, Filippinerna              | Annika Thunborg                                                         | 2021      |        |
| Finland                      | Helsingfors, Finland              | Nicola Clase                                                            | 2020      |        |
| Frankrike                    | Paris, Frankrike                  | Håkan Åkesson                                                           | 2020      |        |
| Förenade arabemiraten        | Abu Dhabi, Förenade arabemiraten  | Fredrik Florén                                                          | 2023      |        |
| Georgien                     | Tbilisi, Georgien                 | Anna Lyberg                                                             | 2023      |        |
| Grekland                     | Aten, Grekland                    | Johan Borgstam                                                          | 2021      |        |
| Guatemala                    | Guatemala City, Guatemala         | Hans Magnusson                                                          | 2020      |        |
| Guinea                       | Stockholm, Sverige                | Mia Rimby                                                               | 2021      |        |
| Heliga Stolen                | Stockholm, Sverige                | Per Holmström                                                           | 2023      |        |
| Honduras                     | Guatemala City, Guatemala         | Hans Magnusson Sidoackrediterad från ambassaden i Guatemala City        | 2020      |        |
| Indien                       | New Delhi, Indien                 | Jan Thesleff                                                            | 2022      |        |
| Indonesien                   | Jakarta, Indonesien               | Daniel Blockert                                                         | 2023      |        |
| Iran                         | Teheran, Iran                     | Mathias Otterstedt                                                      | 2023      |        |
| Irland                       | Dublin, Irland                    | Lina van der Weyden                                                     | 2024      |        |
| Island                       | Reykjavík, Island                 | Pär Ahlberger                                                           | 2020      |        |
| Israel                       | Tel Aviv, Israel                  | Erik Ullenhag                                                           | 2020      |        |
| Italien                      | Rom, Italien                      | Jan Björklund                                                           | 2020      |        |
| Japan                        | Tokyo, Japan                      | Viktoria Li                                                             | 2024      |        |
| Jemen                        | Riyadh, Saudiarabien              | Petra Menander Sidoackrediterad från ambassaden i Riyadh                | 2022      |        |
| Jordanien                    | Amman, Jordanien                  | Alexandra Rydmark                                                       | 2020      |        |
| Kambodja                     | Bangkok, Thailand                 | Anna Hammargren Sidoackrediterad från ambassaden i Bangkok              | 2023      |        |
| Kanada                       | Ottawa, Kanada                    | Signe Burgstaller                                                       | 2023      |        |
| Kazakstan                    | Astana, Kazakstan                 | Ewa Polano                                                              | 2022      |        |
| Kenya                        | Nairobi, Kenya                    | Caroline Vicini                                                         | 2020      |        |
| Kina                         | Peking, Kina                      | Per Augustsson                                                          | 2023      |        |
| Kirgizistan                  | Stockholm, Sverige                | Tomas Danestad                                                          |           |        |
| D. R. Kongo                  | Kinshasa, D. R. Kongo             | Joakim Vaverka                                                          | 2024      |        |
| Kroatien                     | Zagreb, Kroatien                  | Anna Boda                                                               | 2023      |        |
| Kuba                         | Havanna, Kuba                     | Hanna Lambert                                                           | 2022      |        |
| Kuwait                       | Abu Dhabi, Förenade arabemiraten  | Fredrik Florén Sidoackrediterad från ambassaden i Abu Dhabi             | 2023      | [ 6 ]  |
| Lettland                     | Riga, Lettland                    | Karin Höglund                                                           | 2020      |        |
| Libanon                      | Beirut, Libanon                   | Ann Dismorr                                                             | 2021      |        |
| Liberia                      | Monrovia, Liberia                 | Urban Sjöström                                                          | 2021      |        |
| Liechtenstein                | Bern, Schweiz                     | Carl Magnus Nesser Sidoackrediterad från ambassaden i Bern              | 2023      |        |
| Litauen                      | Vilnius, Litauen                  | Lars Wahlund                                                            | 2023      |        |
| Luxemburg                    | Stockholm, Sverige                | Annika Molin Hellgren                                                   | 2021      |        |
| Malaysia                     | Kuala Lumpur, Malaysia            | Joachim Bergström                                                       | 2021      |        |
| Maldiverna                   | New Delhi, Indien                 | Jan Thesleff Sidoackrediterad från ambassaden i New Delhi               | 2022      |        |
| Mali                         | Bamako, Mali                      | Kristina Kühnel                                                         | 2021      |        |
| Malta                        | Stockholm, Sverige                | Per Holmström                                                           | 2023      |        |
| Marocko                      | Rabat, Marocko                    | Jörgen Karlsson                                                         | 2022      |        |
| Marshallöarna                | Tokyo, Japan                      | Viktoria Li Sidoackrediterad från ambassaden i Tokyo                    | 2024      |        |
| Mexiko                       | Mexico City, Mexiko               | Gunnar Aldén                                                            | 2021      |        |
| Mikronesien                  | Tokyo, Japan                      | Viktoria Li Sidoackrediterad från ambassaden i Tokyo                    | 2024      |        |
| Moçambique                   | Maputo, Moçambique                | Mette Sunnergren                                                        | 2020      |        |
| Monaco                       | Paris, Frankrike                  | Håkan Åkesson Sidoackrediterad från ambassaden i Paris                  | 2020      | [ 7 ]  |
| Mongoliet                    | Peking, Kina                      | Per Augustsson Sidoackrediterad från ambassaden i Peking                | 2023      | [ 8 ]  |
| Moldavien                    | Chișinău, Moldavien               | Katarina Fried                                                          | 2021      |        |
| Nederländerna                | Haag, Nederländerna               | Johannes Oljelund                                                       | 2021      |        |
| Nepal                        | New Delhi, Indien                 | Jan Thesleff Tillförordnand ambassadör                                  | 2022      |        |
| Nicaragua                    | Guatemala City, Guatemala         | Hans Magnusson Sidoackrediterad från ambassaden i Guatemala City        | 2020      |        |
| Niger                        | Bamako, Mali                      | Kristina Kühnel Sidoackrediterad från ambassaden i Bamako               | 2021      | [ 9 ]  |
| Nigeria                      | Abuja, Nigeria                    | Annika Hahn-Englund                                                     | 2022      |        |
| Nordkorea                    | Pyongyang, Nordkorea              | Andreas Bengtsson                                                       | 2021      |        |
| Nordmakedonien               | Skopje, Nordmakedonien            | Ami Larsson Jain                                                        | 2022      |        |
| Norge                        | Oslo, Norge                       | Cecilia Björner                                                         | 2021      |        |
| Nya Zeeland                  | Canberra, Australien              | Pontus Melander                                                         | 2022      |        |
| Oman                         | Riyadh, Saudiarabien              | Petra Menander Sidoackrediterad från ambassaden i Riyadh                | 2022      |        |
| Pakistan                     | Islamabad, Pakistan               | Alexandra Berg von Linde                                                | 2024      | [ 10 ] |
| Palau                        | Tokyo, Japan                      | Viktoria Li Sidoackrediterad från ambassaden i Tokyo                    | 2024      |        |
| Panama                       | Guatemala City, Guatemala         | Hans Magnusson Sidoackrediterad från ambassaden i Guatemala City        | 2020      |        |
| Peru                         | Bogotá, Colombia                  | Helena Storm Sidoackrediterad från ambassaden i Bogotá                  | 2020      |        |
| Polen                        | Warszawa, Polen                   | Andreas von Beckerath                                                   | 2023      |        |
| Portugal                     | Lissabon, Portugal                | Elisabeth Eklund                                                        | 2022      |        |
| Qatar                        | Doha, Qatar                       | Gautam Bhattacharyya                                                    | 2022      |        |
| Rumänien                     | Bukarest, Rumänien                | Therese Hydén                                                           | 2019      |        |
| Rwanda                       | Kigali, Rwanda                    | Johanna Teague                                                          | 2020      |        |
| Ryssland                     | Moskva, Ryssland                  | Karin Olofsdotter                                                       | 2023      |        |
| San Marino                   | Rom, Italien                      | Jan Björklund Sidoackrediterad från ambassaden i Rom                    | 2020      | [ 11 ] |
| Saudiarabien                 | Riyadh, Saudiarabien              | Petra Menander                                                          | 2022      |        |
| Schweiz                      | Bern, Schweiz                     | Carl Magnus Nesser                                                      | 2023      |        |
| Senegal                      | Stockholm, Sverige                | Mia Rimby                                                               |           |        |
| Serbien                      | Belgrad, Serbien                  | Annika Ben David                                                        | 2021      |        |
| Singapore                    | Singapore, Singapore              | Anders Sjöberg                                                          | 2023      |        |
| Spanien                      | Madrid, Spanien                   | Teppo Tauriainen                                                        | 2019      |        |
| Sri Lanka                    | New Delhi, Indien                 | Jan Thesleff Sidoackrediterad från ambassaden i New Delhi               | 2022      |        |
| Storbritannien               | London, Storbritannien            | Stefan Gullgren                                                         | 2023      |        |
| Sydafrika                    | Pretoria, Sydafrika               | Håkan Juholt                                                            | 2020      |        |
| Sydkorea                     | Seoul, Sydkorea                   | Johannes Andreasson                                                     | 2021      |        |
| Syrien                       | Damaskus, Syrien                  | Ann Dismorr chargé d'affaires                                           | 2020      |        |
| Tanzania                     | Dar es Salaam, Tanzania           | Charlotta Ozaki Macias                                                  | 2022      |        |
| Tadzjikistan                 | Stockholm, Sverige                | Tomas Danestad                                                          | 2022      |        |
| Tchad                        | Kampala, Uganda                   | Maria Håkansson Sidoackrediterad från ambassaden i Kampala              | 2021      |        |
| Thailand                     | Bangkok, Thailand                 | Anna Hammargren                                                         | 2023      |        |
| Tjeckien                     | Prag, Tjeckien                    | Fredrik Jörgensen                                                       | 2020      |        |
| Tunisien                     | Tunis, Tunisien                   | Cecilia Wramsten                                                        | 2023      |        |
| Turkiet                      | Ankara, Turkiet                   | Malena Mård                                                             | 2023      |        |
| Turkmenistan                 | Stockholm, Sverige                | Tomas Danestad                                                          | 2022      |        |
| Tyskland                     | Berlin, Tyskland                  | Veronika Wand-Danielsson                                                | 2023      |        |
| Uganda                       | Kampala, Uganda                   | Maria Håkansson                                                         | 2021      |        |
| Ukraina                      | Kiev, Ukraina                     | Martin Åberg                                                            | 2023      | [ 12 ] |
| Ungern                       | Budapest, Ungern                  | Diana Madunic                                                           | 2023      |        |
| USA                          | Washington, USA                   | Urban Ahlin                                                             | 2023      |        |
| Kirgizistan                  | Stockholm, Sverige                | Tomas Danestad                                                          |           | [ 13 ] |
| Vietnam                      | Hanoi, Vietnam                    | Johan Ndisi                                                             | 2024      |        |
| Zambia                       | Lusaka, Zambia                    | Johan Hallenborg                                                        | 2022      |        |
| Zimbabwe                     | Harare, Zimbabwe                  | Per Lindgärde                                                           | 2023      |        |
| Österrike                    | Wien, Österrike                   | Annika Markovic                                                         | 2021      |        |
| Östtimor                     | Jakarta, Indonesien               | Daniel Blockert Sidoackrediterad från ambassaden i Jakarta              | 2023      |        |

## Lista över ambassadörer till internationella organisationer
| Organisation | Residens              | Ambassadör                                      | Utnämning | Källa  |
| ------------ | --------------------- | ----------------------------------------------- | --------- | ------ |
| Europarådet  | Strasbourg, Frankrike | Robert Rydberg ambassadör och chargé d'affaires |           |        |
| FN           | New York, USA         | Andreas von Uexküll                             |           | [ 14 ] |
| FN           | New York, USA         | Anna Karin Eneström                             | 2020      | [ 15 ] |
| FN           | Genève, Schweiz       | Anna Jardfelt                                   | 2020      | [ 16 ] |
| OECD         | Paris, Frankrike      | Helena Sångeland                                | 2023      | [ 17 ] |
| OSSE         | Wien, Österrike       | Anna Olsson Vrang                               | 2022      | [ 18 ] |
| Unesco       | Paris, Frankrike      | Helena Sångeland                                | 2023      | [ 17 ] |